# Dissektion

Mondino dei Liuzzi, Anathomia, 1541

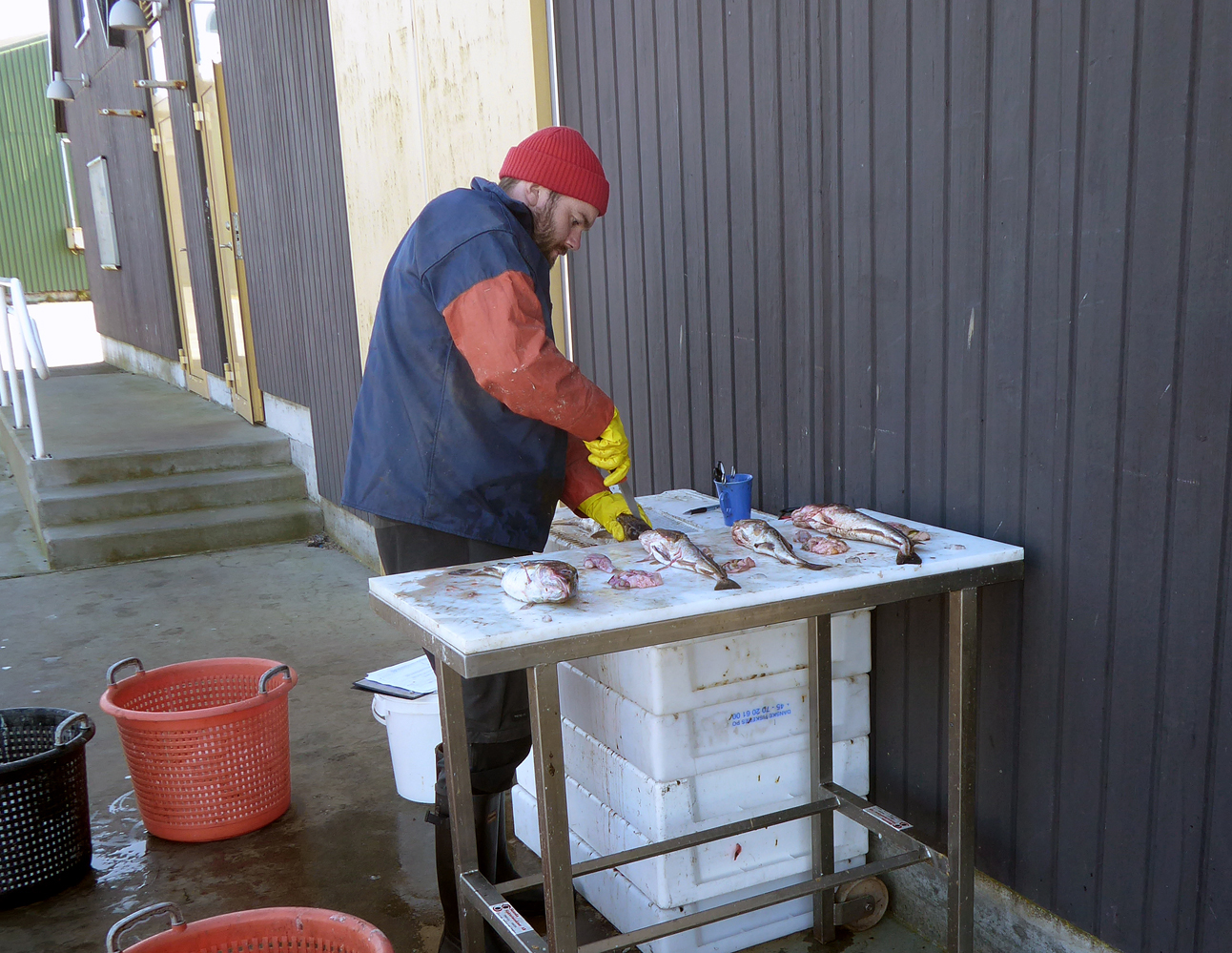
En forskare från SLU dissekerar torsk för kommande vetenskapliga analyser. Ystads småbåtshamn 23 april 2020.

Dissektion betecknar sönderdelning av en organism (djur- eller människokropp eller växt) i vetenskapligt studiesyfte. Motsvarande verb är att dissekera. Ordet härleds från latinets dis- = itu, isär och secare = skära - alltså skära itu.
Termen används även om en kirurgisk teknik som också innebär sönderdelning. Man skiljer på "skarp dissektion" med skarpa verktyg då man skär/klipper sönder vävnader alternativt "trubbig dissektion" med trubbigt verktyg eller kirurgens finger där man delar isär olika strukturer som endast är löst förbundna med varandra.

## Historik
Dissektion är den tidigaste och helt nödvändiga metoden för studier i anatomi.
Redan i mycket gamla religioner ansågs dock kroppen helig och behövlig även efter döden varför dissektion förbjöds av religiösa och filosofiska skäl. Det är först i den antika grekiska filosofin som denna tes effektivt motsägs. Filosofen Platon hävdade att själen var en från kroppen fristående och odödlig "företeelse" som lämnade kroppen vid dödens inträde. Aristoteles byggde på denna filosofi och hävdade att själen äger det högsta värdet och att kroppen inte har känslor eller "rättigheter". Med dessa filosofiska grunder fanns inte längre hinder för dissektioner men de utfördes nästan bara vid antikens stora forskningscentrum Museion i Alexandria i Egypten och där främst av läkarna Herophilos och Erasistratos och bara under knappt 50 år varefter dissektioner åter förbjöds av religiösa skäl. Kropparna som användes anses ha varit (döds)dömda brottslingar.
Inte förrän på 1530-talet tilläts åter dissektion av människokroppen som metod och dess främste utövare vid denna tid var den flamländske vetenskapsmannen Andreas Vesalius vars upptäckter dokumenterades på flera, tämligen stora, träsnitt. Detaljrikedomen och korrektheten i dessa är förvånansvärd. 
Från 1600-talet och framåt blir dissektioner en nödvändig del av både vetenskapliga studier och utbildning av läkare. Dessa försiggick i så kallade anatomiska teatrar. Den förste som utförde dissektioner i Sverige var Olof Rudbeck d.ä. vid Uppsala universitet, vars  anatomiska teater byggdes på 1660-talet i Gustavianum. Huset byggdes på 1620-talet av kung Gustav II Adolf och är universitetets äldsta hus som idag är museum och samlingslokaler, inklusive Rudbecks anatomiska teater.
Synen på vilka människor som ska dissekeras har varierat genom historien. På 1500-talet i Italien fanns noga instruktioner för vilka som skulle dissekeras: de skulle vara avrättade brottslingar som kom från lägre samhällsklasser, samt att de skulle dissekeras på en ort där de var okända.
I ett europeiskt perspektiv försvann mot 1700-talets slut kravet på brottslighet för att vara en lämplig kandidat för dissektion. Istället var det avvikaren som dissekerades – prostituerades lik, samt lik från arbetshus och fattighus ansågs lämpliga.
I Sverige hade man länge en liberalare syn på vilka som fick dissekeras, bland annat fanns det inget krav på anonymitet så som det fanns i Italien. Tidigt var det inte bara brottslingar som dissekerades, utan även de som tagit sina liv samt oäkta barn. Denna grupp utökades mot 1700-talets slut för att inkludera lik från arbetshus, fattighus, fattiga som avlidit på sjukhus och fängelsen.
Dissektion ingår fortfarande i utbildningen av läkare, tandläkare och veterinärer men nuförtiden i små grupper i moderna lokaler och enbart på kroppar som donerats för vetenskapliga studier.

### Angränsande termer
- vivisektion är sönderdelande studier av levande kroppar, till exempel av sövda försöksdjur.
- sektion, obduktion eller autopsi betecknar dissektion utförd för studier av sjukdomar eller för rättsmedicinska ändamål.
- prosektor är en gammal yrkesbeteckning för en vetenskapligt utbildad person som utför eller övervakar elevers dissektioner vid medicinsk utbildning.